# Adam Draczyński
Adam Draczyński (ur. 3 stycznia 1976) – polski lekkoatleta, specjalista od długich dystansów.

## Osiągnięcia
Podczas rozgrywanych 12 października 2008 we Włoszech Wojskowych Mistrzostwach Świata w Maratonie został wojskowym mistrzem świata zarówno w drużynie (razem z Michałem Kaczmarkiem i Janem Zakrzewskim, rezerwowym był Zbigniew Murawski) jak i indywidualnie, ustanawiając nowy rekord życiowy – 2.12:21 s.
31 października 2010, w 43 Wojskowych Mistrzostwach Świata w Maratonie w Atenach, zajął 50. miejsce.
Draczyński jest zawodnikiem WKS Grunwald Poznań, jego trenerem jest Grzegorz Gajdus. Jest żołnierzem Wojska Polskiego w stopniu sierżanta.

## Rekordy życiowe
- bieg na 800 metrów – 1:50,32 s. (2000)
- bieg na 1500 metrów – 3:41,04 s. (1999)
- bieg na 2000 metrów – 5:16,80 s. (2005)
- bieg na 3000 metrów – 7:53,78 s. (12 czerwca 1999, Warszawa) - 18. wynik w historii polskiej lekkoatletyki[2]
- bieg na 5000 metrów – 13:54,60 s. (2003)
- bieg na 10 000 metrów – 29:21,38 s. (2004)
- półmaraton – 1:03:42 s. (2010)
- maraton – 2:10:49 s. (18 kwietnia 2010, Wiedeń) - 10. wynik w historii polskiej lekkoatletyki[2]
- bieg na 2000 metrów (hala) – 5:17,25 s. (2004)

## Odznaczenia
- Podwójna Złota Gwiazda CISM za Zasługi Sportowe – 2011[3]